# إبراهيم دلدوم
إبراهيم عطا دلدوم هو لاعب كرة قدم أردني من مواليد 1991، يلعب حاليا في فريق النادي الفيصلي الأردني وهو أيضا ضمن تشكيلة المنتخب الوطني الأردني.
يعد دلدوم أحد ابرز نجوم نادي الفيصلي الأردني، وسبق له وأن مثل المنتخبات الوطنية الناشئين والشباب والاولمبي ومنتخب دون 22 عاما وصولا للمنتخب الأردني، مثل: بطولة آسيا تحت 22 سنة لكرة القدم 2013

## بداياته ومهاراته
يُذكر أن إبراهيم دلدوم تدرج ضمن فرق الفئات العمرية لنادي البقعة الأردني وصولاً للفريق الأول، حيث شارك فريق الرجال لأول مرة بمنافسات دوري المحترفين عام 2009 ومنذ ذلك الوقت وهو يحجز مقعده كلاعب أساسي في الأندية.
ونظير موهبته الكبيرة فقد مثّل منتخب الناشئين ومن ثم منتخب شباب الأردن والمنتخب الأولمبي والمنتخب الرديف دون 23 عاماً، ونجح بقيادته لتحقيق برونزية بطولة آسيا في مسقط بعد أن قدم أداء ملفتاً جعله محط أنظار مدربي المنتخب الأردني عدنان حمد، حسام حسن وأحمد عبد القادر حيث تم استدعائه لتمثيل المنتخب الوطني في أكثر من مناسبة.
ويمتاز دلدوم بقدرته على اللعب في أكثر من مركز سواء كظهير أيسر أو حتى جناح أيسر وفي بعض الاوقات كلاعب ارتكاز، بالإضافة لقوة قدمه ودقة تنفيذه للركلات الحرة الثابتة